# Entosthymenium
Entosthymenium là một chi rêu trong họ Pottiaceae.